# متلازمة التكدم المؤلم
متلازمة التَّكدم المؤلم (وتسمى أيضأً "التحسيس الذاتى لكريات الدم الحمراء أو مُتلازِمة غاردند-دياموند، أو فرفرية نفسية المنشأ ) وهى حالة ناتجة عن الصدمة مجهولة السبب ويمكن رؤيتها في السيدات صغار السن ومن هن في منتصف العمر واللآتى يعانين من اضربات شخصية ظاهرة.
تتميز الحالة بتفاعل فرفرى متميز يحدث بشكل أساسى في الوجه والأقدام والجذع، مع كدمات متكررة مؤلمة ويصاحب ذلك أيضاً إغماء وغثيان وقئ ونزيف داخل الجهاز الهضمى والجمجمة. ويمكن أن تعانى المريضات بهذه الحالة من تكدمات مؤلمة متكررة حول المفاصل والعضلات. وبسب ندرة هذا الاضطراب؛ لايتوفر إلا القليل من طرق التشخيص والدعم للمريضات، ويتم تصنيف بعض المريضات على أن لديهم حالة نفسية دون أن يكون هناك روابط قاطعة محددة.
وتم رصد بعض الحالات لديهن متلازمة التَّكدم المؤلم بدون مضعافات نفسية أخرى. وغالبًا ما يتم إشمال العلاج الكميائى الذي تم وصفه عام 1955 بواسطة فرانك جاردنر و لويس دايمون في هذه الحالة. ويمكن أن يكون لدى المريضات تاريخ للإصابة بالفرفرية المتكررة في كثير من الأحيان تحت تأثير الإجهاد.